# P902i
FOMA P902i（フォーマ・ピー きゅう まる に アイ）は、パナソニック モバイルコミュニケーションズ(PMC)によって開発された、NTTドコモの第三世代携帯電話 (FOMA) 端末製品である。

## 概要
902iシリーズではD902i、F902i、N902iに継いで4番目に発売された。
外部メモリーはminiSDカード(1GBまで：ドコモ発表。それ以上は非対応表示がされ使用不能)対応である。
カメラ性能はνMaicovicon201万画素(記録画素数:192万画素)。テレビ電話用のサブカメラはCMOS約11万画素(記録画素数:10万画素)。
SD-Audio(AAC)対応。背面にはカメラ下に充電/着信ランプを搭載。ランプの光り方を豊富なバリエーションの中から選択でき、内蔵iアプリの「ジャケットコーディネーター」でカスタムジャケット用に最適な光のデータをダウンロードも可能である。
この端末のボタンは黄緑色に光る。
movaからの機種変更を意識したため、日本語入力システムはそれまでのT9をやめ、movaのときに使われていたAdvanced Wnnに、Panasonic独自のツータッチ入力方式のニコタッチも復活し、キー配列もmovaの端末に近い配列に変更された。メニューにはFlashが用いられ、2階層目まではグラフィカルになり、それぞれの項目の色はmova時代の物が使用されている。
ドコモ端末では珍しくBluetooth通信機能を備え、Bluetooth対応のカーナビやパソコンなどとの接続や、ワイヤレスイヤホンでSD-Audio/iモーションの音声(iモーションプレーヤーのみ)を聞くことなども可。
miniSDへのコンテンツ移行(SDバインディング)に対応し、着うた・着モーション、大容量iアプリ（スクラッチパッド）などのコンテンツを保存することができる。
またVIERA(PX500/LX500シリーズ)で録画した,コピーワンス番組(CPRM動画)の再生に対応(PCでの再生は不可能)。iモードFeliCa機能を搭載し、筐体背面のFeliCaアンテナ部は、リーダー機などに当たったときの衝撃を考慮してか柔軟な素材でカバーされている。
iアプリは「ソニック・ザ・ヘッジホッグ」、「タイガー・ウッズPGA TOUR」、「ジャケットコーディネーター」、「Gガイド番組表リモコン」、「カウントダウンTRAIN-P」、「電子マネー Edy」をプリインストール。
902iシリーズの共通機能として、プッシュトーク、トルカ、iチャネル等がある。

当時未発表であったglobeの新譜がプリセットされていた事でも話題になっていた。

## 歴史
- 2005年9月7日：技術基準適合証明 (TELEC) 通過。
- 2005年9月15日：電気通信端末機器審査協会 (JATE)通過(A05-0401001)
- 2005年10月19日：D902i、F902i、N902i、SH902i、SO902iと同時にドコモよりプレスリリース
- 2005年12月6日：発売開始

## 不具合
2006年1月12日に以下の2点の不具合の修正がソフトウェアの更新でなされた。
修正点
- 文字入力時に一定時間が経過すると入力を確定する「文字確定時間設定」をONに設定している際に、電源を切ってその後電源を入れると、「文字確定時間設定」の表示がONになっていても「OFF」の動作をする不具合。
- 1秒間隔以内に連続してメールを受信することを繰り返した際、その後SMSを受信する際に、まれに同一メッセージを重複して受信してしまう不具合。

2006年1月12日に以下の1点の不具合の修正がソフトウェアの更新でなされた。
修正点
- 折りたたみを閉じた状態で背面の「プライベートウィンドウ」が非表示（省電力モード）になった後、サイドキーの「モード／ホーム」ボタンを押してもバックライトが点くだけで、時計が表示されない不具合。また折りたたみの開閉を素早く連続して行い、閉じた状態にするとプライベートウィンドウに表示される時計が更新されなくなる不具合。

2006年11月21日に以下の1点の不具合の修正がソフトウェアの更新でなされた。
修正点
- Bluetoothを使用して携帯電話、パソコン、カーナビなどに電話帳データを転送しても失敗する不具合。